# Itumeleng Lesenyeho
Itumeleng Lesenyeho, né le 20 mars 1995, est un nageur sud-africain.

## Carrière
Itumeleng Lesenyeho obtient la médaille d'or sur le relais 4 x 100 mètres nage libre ainsi qu'une médaille de bronze sur le relais 4 x 100 mètres quatre nages aux Championnats d'Afrique de natation 2012 à Nairobi.